# Bugre (motorfiets)
Bugre is een historisch Braziliaans merk van hulp- en inbouwmotoren.
De bedrijfsnaam was: Fundacao do Bugre S.A., São Paulo.
Burgre begon in 1954 met de productie van verbrandingsmotoren. Het eerste product was een 48cc-hulpmotor, de M 48. In 1956 kwam er ook een 125cc-motorblok voor een motorfiets, het was het eerste in Brazilië vervaardigde motorfietsblok. Het was ontwikkeld door Alberico Seiling, een constructeur die al bekend was van de merken Altea, MAS en Seiling, en die naar Brazilië geëmigreerd was. In de beide volgende jaren produceerde Bugre dit blok en 48- en 175cc-motortjes. De productie eindigde in 1958.